# Кинета
Кине́та (греч. Κινέτα) — село в Греции. Располагается на побережье бухты Мегары в заливе Сароникос, в 56 километрах к западу от Афин. Входит в сообщество Мегара в общине Мегара в периферийной единице Западная Аттика в периферии Аттика. Население 1446 жителей по переписи 2011 года.
Натан Хейл (Nathan Hale) упоминает Кинету в книге, изданной в 1833 году, как небольшое поселение арванитов. Считается, что название Кинета происходит от алб. kënetë «болото» из-за в прошлом болотистой местности на месте нынешнего пляжа.

## География
Располагается у подножия гор Герания. От Мегары Кинету отделяют скалы Какья-Скала (Скироновы скалы). Через Кинету проходит автомагистраль «Олимпия», которая ведёт из Афин в Патры и является частью европейского маршрута E94. В Кинете находится пляж, самый большой в заливе Сароникос, что сделало Кинету популярным местом летнего отдыха жителей Аттики с 1960-х годов.

## Население
| Год  | Население, человек |
| ---- | ------------------ |
| 1991 | 1090               |
| 2001 | 1433               |
| 2011 | ↗ 1446             |